# Campeonato Acriano de Futebol Feminino de 2023
O Campeonato Acriano de Futebol Feminino de 2023 foi a 17ª edição do campeonato estadual de futebol feminino do Acre, realizado pela Federação de Futebol do Estado do Acre (FFAC). A competição contou com a participação de sete clubes, que se enfrentaram em turno único na primeira fase, classificando os quatro melhores para as semifinais. O campeão foi o Atlético Acreano, que venceu a Assermurb na final por 2 a 1, no estádio Florestão, em Rio Branco, no dia 19 de dezembro de 2023. Foi o quinto título do Galo Carijó na história do campeonato, igualando-se à Assermurb como o maior vencedor do estadual. O Atlético Acreano também garantiu a vaga do Acre no Campeonato Brasileiro Feminino A3 de 2024.